# Ronaldo Rodrigues de Jesus
Ronaldo Rodrigues de Jesus (sinh ngày 19 tháng 6 năm 1965) là một cầu thủ bóng đá người Brasil.

## Đội tuyển bóng đá quốc gia
Ronaldão thi đấu cho đội tuyển bóng đá quốc gia Brasil từ năm 1991 đến 1995.

## Thống kê sự nghiệp
| Đội tuyển bóng đá Brasil | Đội tuyển bóng đá Brasil | Đội tuyển bóng đá Brasil |
| Năm                      | Trận                     | Bàn                      |
| ------------------------ | ------------------------ | ------------------------ |
| 1991                     | 1                        | 0                        |
| 1992                     | 5                        | 0                        |
| 1993                     | 1                        | 0                        |
| 1994                     | 0                        | 0                        |
| 1995                     | 7                        | 1                        |
| Tổng cộng                | 14                       | 1                        |